# دراجات بروكسل الكلاسيكية 2022
دراجات بروكسل الكلاسيكية 2022 (بالفرنسية: Brussels Cycling Classic 2022)‏ هو سباق دراجات هوائية، وهو الموسم 102 من دراجات بروكسل الكلاسيكية، وأقيم في 5 يونيو 2022 ضمن سباقات سلسلة سباقات الاتحاد الدولي للدراجات للمحترفين 2022.
فاز بالمركز الأول Taco van der Hoorn ‏، وبالمركز الثاني Thimo Willems ‏، وبالمركز الثالث توبياس باير.

## الفرق
| فرق عالمية (11)- Quick-Step Alpha Vinyl - Intermarché-Wanty-Gobert Matériaux - Lotto-Soudal - AG2R Citroën Team - Bora-Hansgrohe - Cofidis - Groupama-FDJ - Ineos Grenadiers - Israel-Premier Tech - BikeExchange-Jayco - UAE Team Emirates فرق برو (6)- Alpecin-Fenix - بي آند بي هوتيلز 2022 ‏ - بنجوال باوليز ساوكس دبليو بي 2022 ‏ - سبورت فلاندرين بالويس 2022 ‏ - Arkéa-Samsic - أونو اكس برو سايكلنج تيم 2022 ‏ فرق قارية (2)- Minerva Cycling Team ‏ - سوبرانو هام ايزوريكس 2022 ‏ |  |
| |  |

## التصنيف العام النهائي
| التصنيف العام         | التصنيف العام       | التصنيف العام | التصنيف العام                      | التصنيف العام |
| العداء                | العداء              | البلد         | الفريق                             | الوقت         |
| --------------------- | ------------------- | ------------- | ---------------------------------- | ------------- |
| 1                     | Taco van der Hoorn ‏ | هولندا        | Intermarché-Wanty-Gobert Matériaux | 4 س 45 د 03 ث |
| 2                     | Thimo Willems ‏      | بلجيكا        | Minerva Cycling Team ‏              | + 0 ث         |
| 3                     | توبياس باير         | النمسا        | Alpecin-Fenix                      | + 0 ث         |
| 4                     | Rune Herregodts ‏    | بلجيكا        | سبورت فلاندرين بالويس ‏             | + 7 ث         |
| 5                     | غيليس دي وايلد ‏     | بلجيكا        | سبورت فلاندرين بالويس ‏             | + 7 ث         |
| 6                     | Arjen Livyns ‏       | بلجيكا        | بنجوال باوليز ساوكس دبليو بي ‏      | + 7 ث         |
| 7                     | Bram Welten ‏        | هولندا        | Groupama-FDJ                       | + 7 ث         |
| 8                     | جياني مارشان        | بلجيكا        | سوبرانو هام ايزوريكس ‏              | + 10 ث        |
| 9                     | ألكسندر كريستوف     | النرويج       | Intermarché-Wanty-Gobert Matériaux | + 23 ث        |
| 10                    | Laurenz Rex ‏        | بلجيكا        | بنجوال باوليز ساوكس دبليو بي ‏      | + 23 ث        |
| مصدر: ProCyclingStats |                     |               |                                    |               |

## وصلات خارجية
- الموقع الرسمي
- لمحة عن سباق دراجات بروكسل الكلاسيكية 2022 على موقع  ProCyclingStats   (برو  سايكلنج  ستاتس) - إحصاءات  محترفي  الدراجات.
- دراجات بروكسل الكلاسيكية 2022 على موقع إحصائيات الدراجات الإحترافية (الإنجليزية)